# Musztafa El-Bjáz
Musztafa El-Bjáz (arabul: مصطفى البياز); Taza, 1960. február 12. –) marokkói válogatott labdarúgó.

## Pályafutása

### Klubcsapatban
1980 és 1983 között a KAC Marrákesben futballozott. 1983 és 1985 között a Raja Casablanca játékosa volt. 1985 és 1987 között ismét a KAC Marrákesben játszott. Az 1987–88-as szezont Portugáliában a FC Penafiel együttesénél töltötte, de mindössze 1 mérkőzésen lépett pályára. 

### A válogatottban
1980 és 1988 között 46 alkalommal játszott a marokkói válogatottban és 3 gólt szerzett. Tagja volt az 1984. évi nyári olimpiai játékokon szereplő válogatott keretének. Részt vett az 1986-os, valamit az 1988-as afrikai nemzetek kupáján és az 1986-os világbajnokságon, ahol a marokkóiak összes csoportmérkőzésén kezdőként lépett pályára.